# Ferenc Róth
Ferenc Róth (* 24. prosince 1978) je maďarský fotbalový záložník hrající od roku 2022 III. třídu v okrese Klatovy za FJ SRK Železná Ruda.

## Fotbalová kariéra
S fotbalem začínal v FC Fehervár. Poté hrál za Zalaegerszegi TE, kde získal mistrovský titul v roce 2002. V červenci 2003 se přesunul do Újpest FC. Tady vydržel jednu sezonu a zamířil do Lombard Pápa. V červenci 2005 změnil dres znovu, když si ho jako posilu vybralo Slovácko. Ale ani tady se moc dlouho neohřál a v červenci 2006 zamířil do plzeňské Viktorky. V srpnu 2008 zamířil do Bohemians 1905, kde se brzy probojoval do základní sestavy. V červenci 2010 odešel do Sokolu Ovčáry, odkud v průběhu března 2012 přestoupil do německého SV Zenting. Na podzimu roku 2012[zdroj?] se přesunul do týmu SK Senco Doubravka. V lednu 2016 přestoupil do TJ Žichovice hrající 1.A třídu Plzeňského kraje. Dále hrál za Bukovec v Plzeňském městském přeboru. 
Od jara 2022 hraje za FJ SRK Železná Ruda.